# ساوو-کارلیا (حوزه انتخاباتی پارلمانی)
ساوو-کارلیا (فنلاندی: Savo-Karelia; سوئدی: Savolax-Karelen) یکی از ۱۳ حوزه‌های انتخاباتی مجلس فنلاند، قوه مقننه ملی فنلاند است. این حوزه در سال ۲۰۱۳ با ادغام حوزه‌های کارلیای شمالی و ساووی شمالی تأسیس شد. این حوزه با مناطق کارلیای شمالی و ساوونیای شمالی هم‌مرز است. این حوزه انتخابیه در حال حاضر ۱۵ نفر از ۲۰۰ عضو مجلس فنلاند را با استفاده از نظام انتخاباتی باز نمایندگی تناسبی حزبی انتخاب می‌کند. در انتخابات پارلمانی ۲۰۲۳ این حوزه ۳۴۳,۸۸۷ رأی‌دهنده ثبت‌نام‌شده داشت.